# بحران گروگانگیری بیمارستان بودیونوفسک
بحران گروگانگیری بیمارستان بودیونوفسک (انگلیسی: Budyonnovsk hospital hostage crisis) از چهاردهم تا ۱۹ ژوئن ۱۹۹۵ هنگامی رخ داد که یک گروه ۸۰ تا ۲۰۰ نفره از مردم چچن به رهبری شامل باسایف به شهر بودیونوفسک واقع در جنوب روسیه حمله کردند. این شهر در هفتاد مایلی یا ۱۱۰ کیلومتری شمال مرزی با جمهوری چچن ایچکریا قرار دارد با جمعیت ۶۰ هزار نفری.
این واقعه منجر به برقراری آتش‌بس و مذاکرات صلح بین روسیه و شورشیان چچنی شد (که البته بعداً به شکست انجامید).